# Андертон, Даррен
Да́ррен Ро́берт А́ндертон (англ. Darren Robert Anderton; 3 марта 1972, Саутгемптон) — английский футболист, крайний полузащитник. Большую часть своей карьеры игрока выступал за лондонский клуб «Тоттенхэм Хотспур». Игрок национальной сборной Англии. Участник чемпионата Европы 1996 и чемпионата мира 1998.

## Биография
Даррен Андертон родился в 1972 году в Саутгемптоне. Начинал играть в юношеских городских командах. Продолжил становление в соседнем городе Портсмут. Первый матч за «Портсмут», игравший тогда во втором по силе дивизионе, провёл в октябре 1990 года в матче на Кубок английской лиги. Впервые отметился голом в матче открытия сезона 1991/92.
В межсезонье 1992 года Андертон был приобретён клубом премьер-лиги «Тоттенхэм», за который отыграл 12 сезонов. Больших успехов в составе лондонского клуба Даррен Андертон не добился, за исключением победы в Кубке Лиги в 1999 году. В чемпионате Англии «Тоттенхэм» постоянно значился в середняках. Несмотря на это Андертон считался очень хорошим игроком, регулярно привлекался в сборную, но по причине частых травм вынужден был пропускать значительную часть сезона. Так, например, в 1995/96 он провёл в чемпионате всего 8 встреч, в 1996/97 — немногим больше, 15 игр. А единственный раз, когда при нём «Тоттенхэм» попал в еврокубки, Андертон также выбыл из строя из-за травмы и не принимал участия в розыгрыше кубка УЕФА. В преддверии чемпионата Европы 2000 и чемпионата мира 2002 Андертон призывался в сборную, но в конечном итоге не попал в заявочные списки по причине травм.
Играя за «Тоттенхэм», Андертон приглашался в более сильные клубы, в частности, в «Манчестер Юнайтед», но остался верен лондонскому клубу. Правда, в итоге он был вынужден покинуть «Тотенхэм» в межсезонье 2004, поскольку новый тренер «шпор» Жак Сантини сообщил руководству клуба, что не нуждается в услугах полузащитника, хотя Даррен желал продолжить карьеру в «Тоттенхэме». В результате Андертон, у которого закончился контракт, ушёл на правах свободного агента в «Бирмингем Сити», где отыграл по контракту 1 год, после чего также как свободный агент перебрался в клуб первого дивизиона «Вулверхэмптон». В конце сезона «Вулверхэмптон» попал в непростую финансовую ситуация и дабы разрешить её, руководству пришлось отказаться от дорогостоящих игроков. Так Андертон оказался в клубе третьего по силе дивизиона «Борнмут». В сезоне 2007/08 «Борнмут», оштрафованный на 10 очков, выбыл в четвёртый дивизион, но Андертон решил продлить контракт ещё на год. Но в начале декабря 2008 он выступил с заявлением, что решил не дожидать окончания сезона и завершить выступления уже сейчас. 6 декабря 2008 года Даррен Андертон провёл последнюю игру в матче против «Честер Сити», в которой ему удалось забить победный гол.

## Достижения
- Обладатель Кубка Лиги — 1999
- Бронзовый призёр чемпионата Европы — 1996